# Florence Welch
Florence Leontine Mary Welch (Camberwell, Anglaterra, 28 d'agost de 1986) és una cantant anglesa, líder i vocal del grup d'indie rock Florence and the Machine. L'àlbum debut del grup, Lungs (2009) guanyà un Brit award per el millor àlbum anglès. Els seus següents quatre àlbums també han tengut molt bona rebuda. Al 2018 la cantant publicà el llibre Useless Magic, una col·lecció de les lletres de les cançons així com poemes escrits per ella i il·lustracions seves o d'altres autors reconeguts.

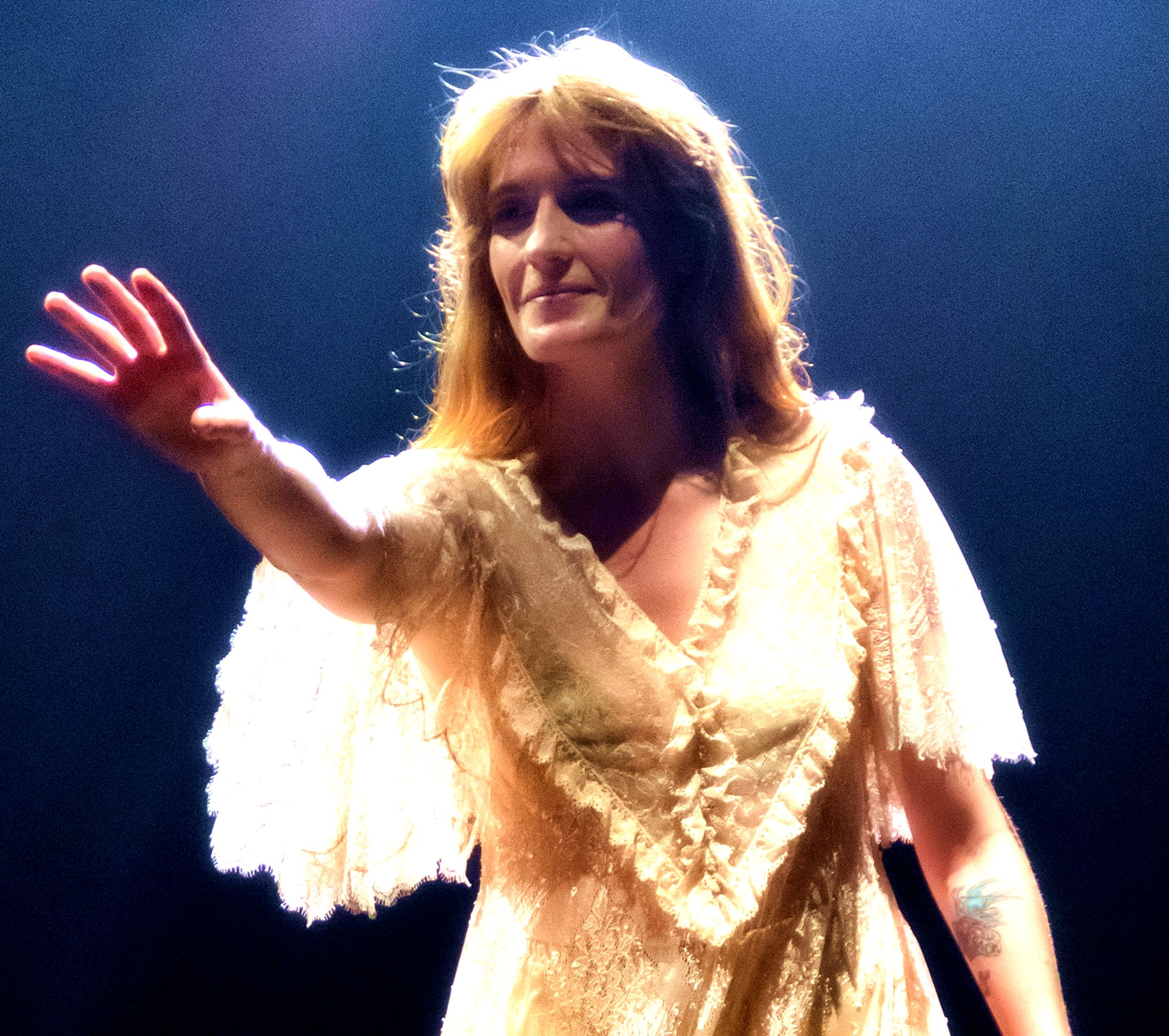

## Biografia
Nascuda a Camberwell, Londres, els seus pares són Nick Russell Welch, un executiu publicitari i Evelyn Welch, una newyorkina educada a la Universitat Harvard i al Warburg Institute, de la Universitat de Londres. Evelyn és la vicerectora de la Universitat de Bristol. És gràcies a la condició americana de la mare que Welch gaudeix de la doble nacionalitat americana-anglesa.
Florence Welch és la neboda del crític i escriptor satíric Craig Brown i és un exemple d'un dels molts familiars que té involucrats en el món periodístic, acadèmic o fins i tot teatral.
Ja durant els seus primers, Welch, ja va mostrar els seus interessos en el món del teatre i el cant. La seva àvia materna, que és qui la motivà en gran part fou font d'inspiració per nombroses cançons del primer àlbum Lungs ja mencionat. Amb sols deu anys interpretà la cançó Yum-Yum de The Mikado de Gilbert i Sullivan al Colin Welch's memorial. El seu gran interès per la literatura encara es manté, sent Florence la fundadora del club de lectura "Between Two Books" (nom que refereix a una canço del seu primer àlbum: "Between Two Lungs).
Welch fou educada al Thoma's London Day School i després anà a Alleyn's School al sud-est de Londres i quan acabà la secundària inicià els estudis en il·lustració al Camberwell College of Arts i ho acabà deixant per enfocar-se en la seva música. Inicialment havia volgut fer una pausa dels estudis per "see where the music would go and then it started going somewhere so [she] never went back."

## Carrera

### 2006-2010: Florence and The Machine iLungs
Segons Welch el nom del grup va néixer en un principi com una broma privada: " I made music with my friend, who we called Isabella Machine, to which I was Florence Robot. When I was about an hour away from my first gig, I still didn't have a name, so I thought 'Okay, I'll be Florence Robot/Isa Machine', before realizing that name was so long it'd drive me mad." Al 2006, els seus concerts amb Isabella Summers a petits locals londinencs baix el nom Florence Robot/Isa Machine van començar a cridar l'atenció del públic. Al 2007, Florence gravà amb un grup anomenat Ashok, qui publicà un àlbum anomenat Plans. Aquest àlbum incloïa una versió primerenca del que després seria el hit "Kiss with a fist", cançó que fins al moment rebia el nom de "Happy Slap".

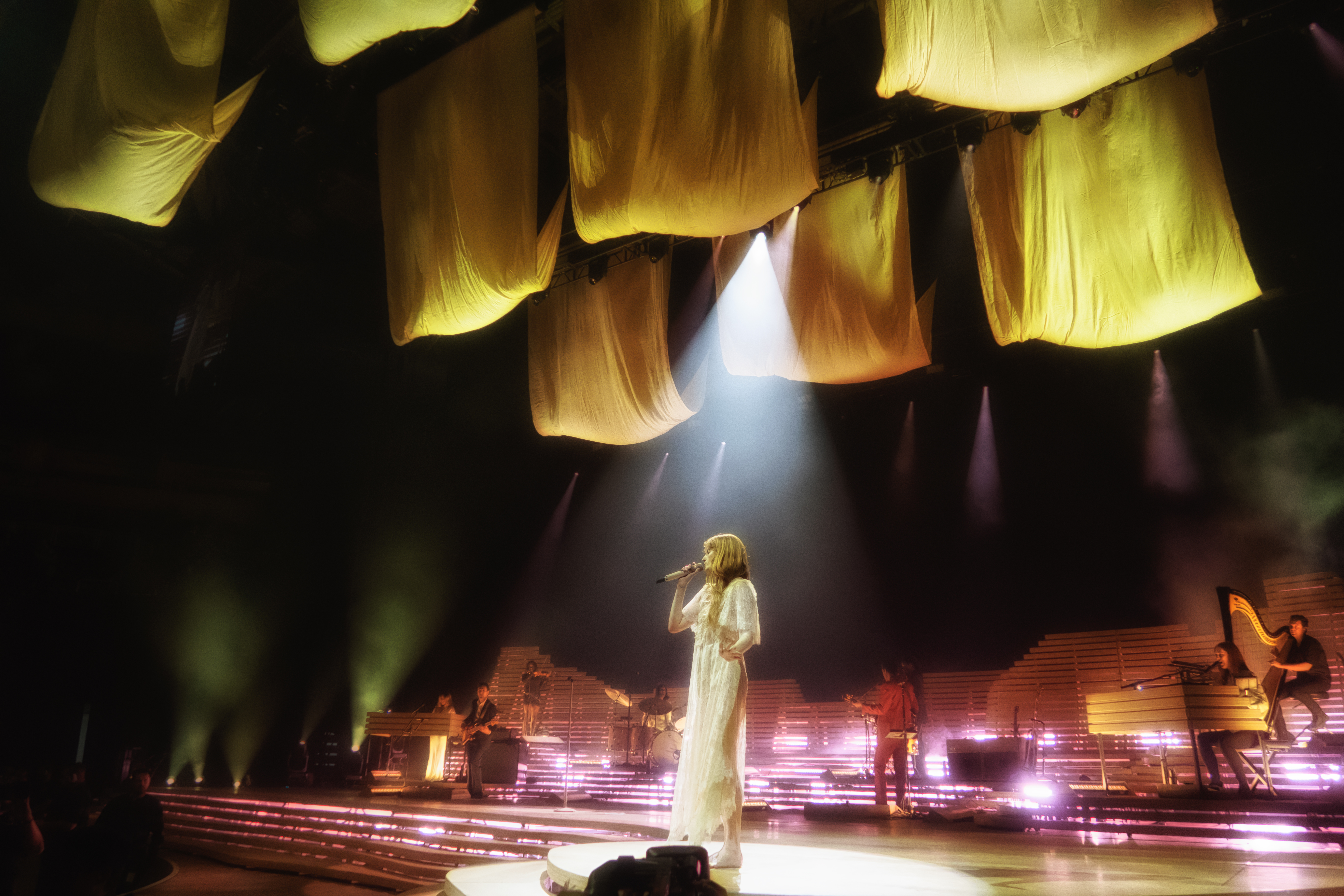

Florence+the Machine van treure a la llum el seu àlbum debut Lungs al Regne Unit el 6 de juliol de 2009 i va arribar a ser número u al Regne Unit i número dos a Irlanda. El 6 d'agost de 2009, l'àlbum havia venut més de 100,000 còpies al Regne Unit i el 10 d'agost havia estat número dos a les llistes durant cinc setmanes consecutives.

### 2011-12:Ceremonialsi passes en solitari
El segon àlbum del grup: Ceremonials, es publicà el 31 d'octubre de 2011. Debutà com a número u a l'UK Albums Chart i número sis al Billboard americà. El 12 de gener de 2012, Florence and the Machine varen ser nominats als Brit awards. El mateix 2012 el grup gravà la banda sonora original de la pel·lícula Blancaneu i la llegenda del caçador, el músic Calvin Harris realitzà un remix de "Spectrum", una cançó del disc Ceremonials, convertint-se en el hit número u del grup. Al novembre del mateix any, 2012, Florence acompanyà The Rolling Stones per cantar amb ells la cançó "Gimme Shelter" al O2 Arena de Londres.

### 2015-21: Col·laboracions iHigh as Hope
Al febrer de 2015, Florence and the Machine anunciaren el seu tercer àlbum: How Big, How Blue, How Beautiful, el qual es publicà l'1 de juny de 2015. L'àlbum arribà a ser número u tant als Estats Units, Anglaterra, Austràlia com Canadà i arribà a tenir nominacions dels Premis Grammy.
Al 2017 Lady Gaga publicà el seu cinquè àlbum Joanne on hi apareix una cançó feta amb la col·laboració de Florence: "Hey Girl." De la mateixa manera el mateix any la cantant participà en diferents bandes sonores com és el cas de la cançó "To Be Human" per la pel·lícula Wonder Woman o la cançó "Wish That You Were Here" per la pel·lícula de Tim Burton Miss Peregrine's Home for Peculiar Children .
Després de treure diversos singles al 2018: "Sky Full of Song" i "Hunger", el 29 de juny del mateix any publiquen el seu quart àlbum: High as Hope.

### 2022-present:Dance Fever
A finals de febrer del 2022 alguns fans del grup van començar a rebre cartes de tarot d'estil medieval amb les paraules "king" i "Florence + the machine - Chapter 1" escrites. El 23 de febrer sortí a la llum el single "King" acompanyat d'un vídeo musical dirigit per Autumn de Wilde.
Al març del mateix any sortí un segon vídeoclip de la cançó "Heaven is Here" dirigit per la mateixa directora i de la mateixa estètica. Finalment l'àlbum es publicà el 13 de maig tenint una gran rebuda pel públic internacional.

## Florence com artista
La seva estètica única està influïda des de la literatura victoriana i Virginia Woolf, cantants com Patti Smith i Kate Bush i l'art prerafaelita i romàntic. Les seves lletres tenen un fort component poètic que denoten una sensibilitat artística molt caracterísitca.
Pel que fa al seu estil musical hi convergeixen influències totalment disperses des de Otis Redding, Siouxsie Sioux o Lou Reed.

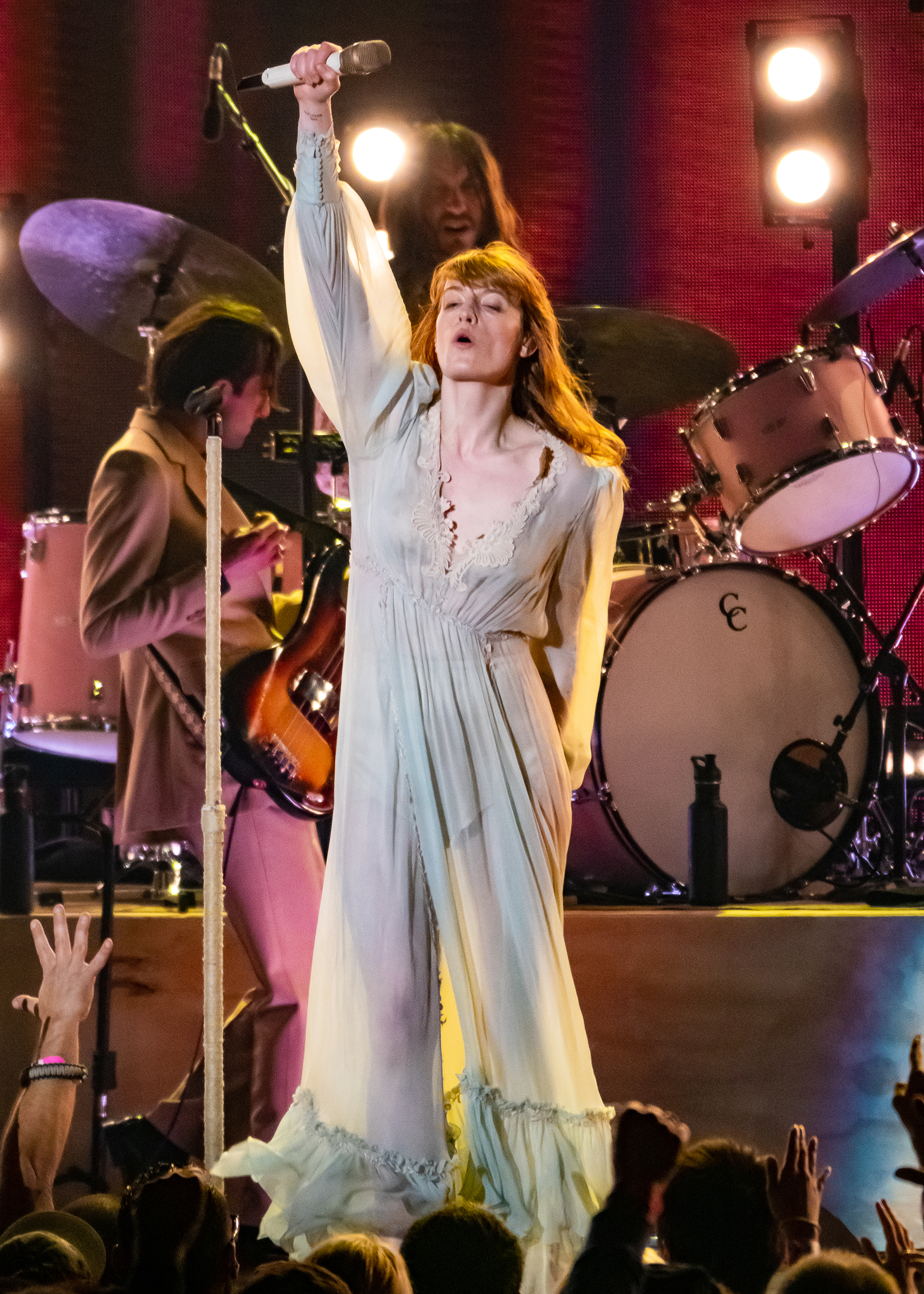

També és coneguda pel seu estil de roba. Fent els concerts majoritàriament amb vestits de gasa de Gucci, descalça i sense joies. Ella mateixa digué sobre el seu estil, "For the stage, it's The Lady of Shalott meets Ophelia...mixed with scary gothic bat lady. But in real life I'm kind of prim.".